# Кураево
Кура́ево — село в Куликовского сельского поселения Теньгушевского района Республики Мордовия, в 8 километрах от районного центра (село Теньгушево).

## Название
Название села происходит от дохристианского мордовского имени Курай.

## География
Расположено на правобережье Мокши, в 8 км от районного центра и 103 км от железнодорожной станции Потьма.

## История
В письменных источниках Кураево впервые упоминается c начала XVII века .
Впервые упоминается в писцовых книгах Кадомского уезда(начало 17 в.).
В 1614 г. в д. Кураев Починок Чепчерянского беляка было 8 дворов. Крестьяне казённые; кроме землепашества занимались бортничеством и другими промыслами.
Крещёны в 17 в.
В 1779 г. в Кураеве проживали 260 чел., в 1858 г. — 470.
По сведениям 1862 г., в Кураеве были мельница и почтовая станция.
В 1893 г. была открыта земская школа (см. Земские училища); в 1906 г. её посещали 69 учеников из 120 детей школьного возраста. Многие годы в школе работал П. М. Кедрин.
В 1929 г. был организован колхоз «Обновление»; в 1930 г. — 369 дворов (1 689 чел.).
В 1944 г. жители собрали средства на строительство танка «Кураевский колхозник».
С 1972 г. Кураево входило в колхоз им. Карла Маркса (центр — в с. Нароватове), с 1978 г. — «Обновление», с 1992 г. — СХПК, с 1997 г. — К(Ф)Х Н. В. Ермакова и И. П. Храмова.
С 2004 по 2009 год являлось административным центром Кураевского сельского поселения.

## Население
| 1779 | 1858 | 1930  | 2001 | 2002 | 2005 | 2010 |
| ---- | ---- | ----- | ---- | ---- | ---- | ---- |
| 260  | ↗470 | ↗1689 | ↘225 | ↗227 | ↘218 | ↘178 |

## Инфраструктура
Начальная школа (была закрыта в 2017 году), медпункт, клуб, библиотека, магазин, крестьянское (фермерское) хозяйство (с 1997 года, ранее был колхоз).

## Люди, связанные с селом
Родина учёного-агронома Г. С. Бардина, председателя колхоза депутата ВС РСФСР И. М. Храмова (1947, 1951); в селе работала заслуженный учитель школы МАССР Д. Я. Храмова.

## Памятники
Обелиск воинам, погибшим в годы Великой Отечественной войны. Была проведена его небольшая реставрация весной 2025 года, приуроченная к 80-летию Победы СССР над фашистской Германией.

## Достопримечательности
Неподалёку от села расположена реликтовая дубовая роща (особо охраняемая природная территория), обнаружены археологические памятники бронзового века и средневековья.

## Источник
- Энциклопедия Мордовия, И. П. Ениватов, В. Н. Шитов.